# The Only One I Know
The Only One I Know is een nummer van de Britse rockband The Charlatans uit 1990. Het is de tweede single van hun debuutalbum Some Friendly.
Het nummer bevat regels die rechtstreeks zijn overgenomen van het Everybody's Been Burned van The Byrds, terwijl de melodie prominent een orgelriff bevat die is overgenomen uit de Deep Purple-vertolking van het nummer Hush. Bovendien heeft Martin Blunt de gitaarpartij beschreven als die uit You Keep Me Hangin' On van The Supremes.
Zanger Tim Burgess zei dat "The Only One I Know" gaat "over tienergevoelens: ik vind iemand leuk, waarom vinden ze mij niet leuk? Ik was 21 of 22, maar had nog steeds die krachtige emoties". Volgens hem was de band in eerste instantie van plan om een ander nummer op te nemen, "Polar Bear", en die te brengen als hun tweede single. Maar na aandringen van zowel een vriend van Burgess als hun platenlabel, veranderde dat plan en werd "The Only One I Know" de tweede single. Burgess zei over het nummer: "Ik weet nog steeds niet zeker welk deel het refrein is. De titel zit in de coupletten, maar de intro geeft mensen net genoeg tijd om op de dansvloer te komen". Blunt heeft gezegd dat de baspartij na het tweede couplet werd beïnvloed door funkmuziek en het zuidelijke soulgeluid van Stax Records.
Het nummer bereikte de 9e positie in thuisland het Verenigd Koninkrijk. Hoewel het nummer in Nederland met een 5e positie in de Tipparade minder succes had, werd het toch een radiohit in Nederland en geniet het er tot op de dag van vandaag nog steeds bekendheid.